# Octavian Sadici
Octavian Sadici (n. 19 februarie 1949) este un fost deputat român în legislatura 2000-2004, ales în județul Vaslui pe listele partidului PRM. În 2013, Octavian Sadici a fost reales în funcția de președinte PRM Vaslui.

## Legături externe
- Octavian Sadici[nefuncțională – arhivă]
 la cdep.ro

1. ↑  Nouă, Vremea (19 mai 2013), Schimbare de gardã la PRM, Vremea noua - Liderul presei vasluiene